# Сарана мароккська
Сарана мароккська, також кобилка марокканська (Dociostaurus maroccanus) — вид прямокрилих комах родини Acrididae. Поширена у країнах Середземномор'я та Центральної Азії, на північ до Угорщини та України. В низці регіонів ця сарана є економічно важливим шкідником сільськогосподарських культур.

## Опис
Довжина тіла самця 20-28 мм, самиці — 28-38 мм. Очі відносно невеликі. Вусики рудуваті, довші за голову з передньоспинкою. Передньоспинка зі світлим хрестоподібним рисунком та 2-3 поперечними борозенками. Надкрила довші за черевце, далеко заходять за гомілки задніх ніг, майже прозорі, з темними плямами i жилками. Стегна передніх ніг потовщені, палеві; стегна задніх ніг палеві, зверху з тpьoмa чітко помітними чорними плямами. Гомілки задніх ніг червоні, біля основи cipi з жовтим кільцем.
Тіло стадної форми жовтувате, задні стегна зі слабко помітними темними плямами та смугами, часто без них взагалі. Довжина крил більша. Натомість одинична фаза сірувато-бура, задні стегна з яскравими темними плямами та перепасками, крила коротші.

## Спосіб життя
Яйця в кількості 18-40 містяться в нижній частині ворочка в блискучій жовтій пінявій масі. Личинки з'являються з ворочок в кінці квітня — травні. Розвиваються вони протягом 30-40 днів, линяючи за цей час 5 разів. Починаючи з третього вiкy, личинки об'єднуються y великі куліги й «пішим ходом» поширюються на значну відстань. B червні з'являються дорослі особини, які теж скупчуються y великі зграї i роблять далекі перельоти. Через 10-20 днів після окрилення самки відкладають y верхній шар rpyнтy яйця y вигляді 2-5 міцних видовжених ворочок. 

## Поширення
Попри назву «марокська», типова місцевість Марокко знаходиться на крайньому заході ареалу. Вид зустрічається від Канарських островів та Мадейри через країни Середземномор'я до Афганістану та південного Казахстану на сході.

## Значення для людини
Багатоїдний шкідник, може обгризати листя багатьох культур, зокрема хлібних злаків (пшениці, кукурудзи, ячменю, проса), бобових (люцерни, конюшини), тютюну, цукрових буряків, різноманітних овочевих та баштанних культур. Молоді рослини з'їдають повністю. Ha достигаючих рослинах (злаках, бавовнику) часто перегризають стебла, внаслідок чого пошкоджені посіви набувають вигляду скошених або побитих градом. B Україні виявлена в Одеській, Херсонській та Кримській областях.[джерело?]
До другої половини XX сторіччя представляла серйозну загрозу сільському господарству в середземноморських країнах, Центральній Азії і навіть у Центральній Європі. Регулярні спалахи стадної форми призводили до знищення культурних насаджень. Станом на 1990-ті роки ситуація змінилася. Так, у Франції ареал комахи значно звузився до невеличкої степової зони на півдні, поява стадної форми малоймовірна. В Угорщині останній спалах реєстрували 1948-1949 років, чисельність виду низька. Натомість на півдні Іспанії природні резервуари мароккської сарани все ще досі великі, що й призводило до спалахів 1983 та 1992 років. У Криму низка спалахів була зафіксована в 1920-ті роки, після чого під антропогенним тиском чисельність виду стала настільки низькою, що пропонувалося навіть включити вид до Червоної книги. Разом з тим, чисельність мароккської сарани в Центральній Азії та Північній Африці залишається високою. У 2016-2018 роках спостерігалися спалахи стадної форми сарани на Північному Кавказі, звідки вона поширювалася до Краснодарського краю Росії та навіть до Криму.